# Provinz Iki

Karte der japanischen Provinzen, Provinz Iki (ganz links) rot markiert

Iki (jap. 壱岐国, Iki no kuni) oder Isshū (壱州) war eine der historischen Provinzen Japans und bestand aus der Insel Iki, die heute zur Präfektur Nagasaki gehört.

## Geschichte
Die Iki-Inseln sind seit der japanischen Altsteinzeit bewohnt. Zahlreiche Artefakte aus der Jōmon-, Yayoi- und Kofun-Zeit sind von Archäologen gefunden worden, die auf eine kontinuierliche menschliche Besiedlung und Aktivität hinweisen. Im chinesischen Weizhi Worenchuan, einem Teil der Chroniken der Drei Reiche aus dem 3. Jahrhundert, wird ein Land namens Ikikoku (一支国) erwähnt, das auf einer Inselgruppe östlich der koreanischen Halbinsel liegt. Archäologen haben dies versuchsweise mit der großen Siedlung Harunotsuji (原の辻) aus der Yayoi-Zeit identifiziert, einer der größten, die in Japan entdeckt wurden, wo freigelegte Artefakte auf einen engen Kontakt mit den japanischen Inseln und dem asiatischen Festland hinweisen. Sie wird auch im Weilüe, dem Liang Shu und dem Sui Shu erwähnt. 
Im Zuge der Ritsuryō-Reformen in der zweiten Hälfte des 7. Jahrhunderts wurden die Inseln als Provinz Iki organisiert und der Name Iki no kuni auf Inschriften in der Hauptstadt Nara. Die genaue Lage der Provinzhauptstadt ist nicht bekannt, aber es wird traditionell angenommen, dass sie sich in der ehemaligen Stadt Ashibe befand, wo die Ruinen des Kokubun-ji der Iki-Provinz entdeckt worden sind.
Nach der Toi-Invasion begann privater Handel zwischen dem koreanischen Reich Goryeo, Tsushima, Iki und Kyūshū, wurde aber durch die Mongoleninvasionen in Japan von 1274 und 1281 unterbrochen. Koryosa (ein Historiker der Goryeo-Dynastie) merkt an, dass 1274 eine Armee der Mongolen, die auch koreanische Soldaten enthielt, viele Einwohner auf der Insel töteten. Iki war neben Tsushima und Matsuura eine wichtige Basis der Wokou-Piraten. Um sie von weiteren Invasionen abzuhalten, beteiligten Goryeo und sein Nachfolger, die Joseon-Dynastie diese am Handel und verhandelten mit dem Muromachi-Shogunat und dessen Vertreter auf Kyūshū.

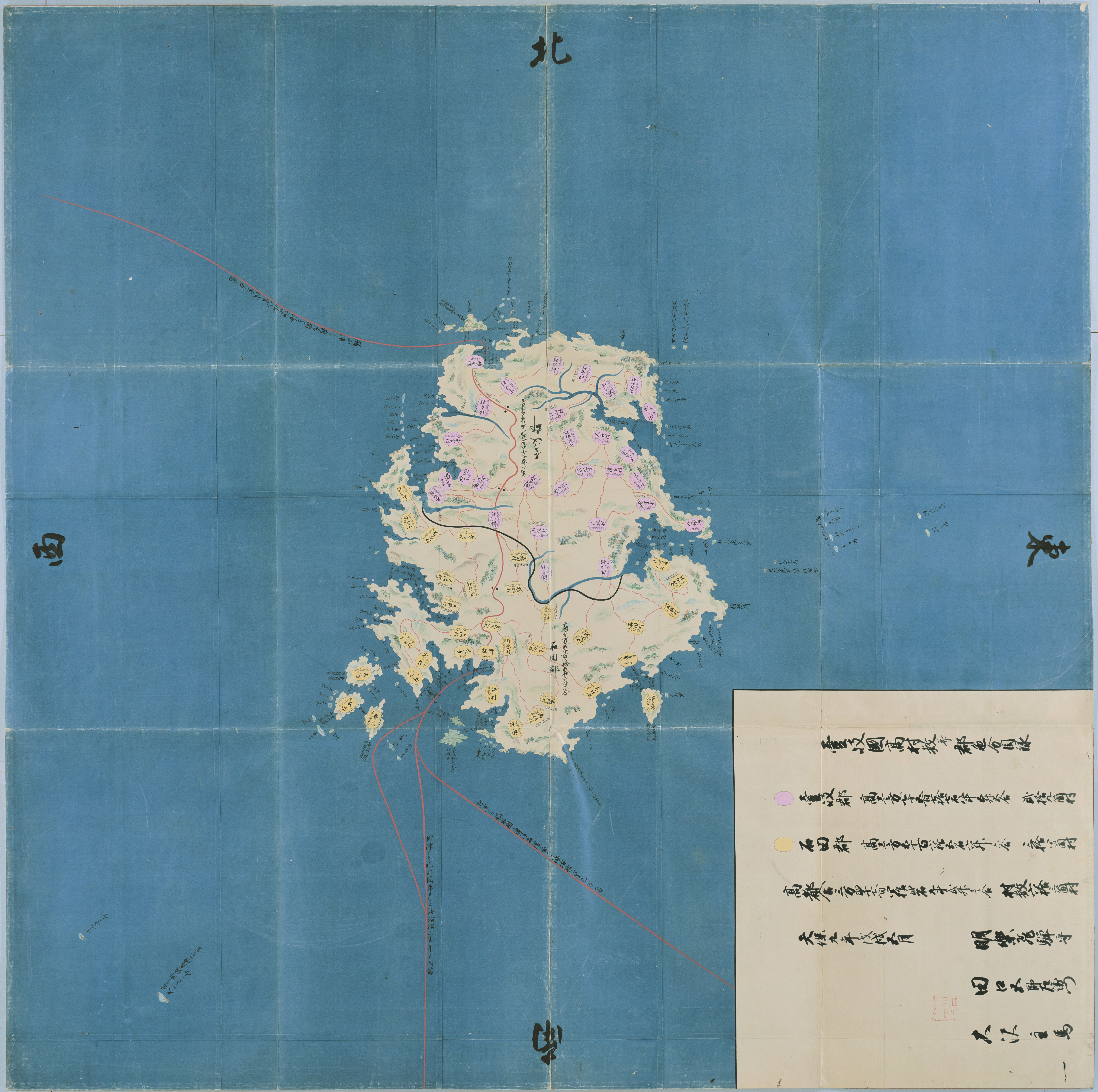
Tenpō kuniezu: Provinzkarte aus dem Jahr Tenpō 9 (gregorianisch 1838–39), die beiden kōri („Kreise/Bezirke/etc.“) von Iki in Füllfarben der Dörfer mit ihrem Nominaleinkommen in der Legende

In der frühen Neuzeit (Edo-Zeit) gehörte Iki zum Hirado-han („Fürstentum/Großlehen/Daimyat Hirado“) unter den Matsura.
Das Gebiet der Provinz blieb bzw. wurde 1871 bei der Abschaffung der han und Einrichtung von ken („Präfekturen“) Teil der aus dem Hirado-han hervorgegangenen kurzlebigen Hirado-ken („Präfektur Hirado“), diese kurz darauf bei der ersten Präfekturfusionswelle 1871/72 in die 1868 ursprünglich als Nagasaki-fu („[Stadt-]Präfektur Nagasaki“) eingerichtete Präfektur Nagasaki fusioniert. Im frühen 3. Jahrtausend wurden alle Gemeinden auf dem Gebiet der Provinz Iki zur Stadt Iki (Iki-shi) fusioniert.